# Clemens Neuhaus
Clemens Neuhaus (* 25. Juni 1927 in Munster (Örtze); † 9. Juni 1991 ebenda) war ein deutscher Maler, spezialisiert auf Motive der Lüneburger Heide.

## Leben
Er war der Sohn des gleichnamigen Tabakgroßhändlers und Pianisten Clemens Neuhaus und der Minna Kappenberg. Neuhaus besuchte von 1937 bis 1943 das Gymnasium in Uelzen und war anschließend bis kurz vor Ende des Zweiten Weltkrieges als Flakhelfer bei Zeven eingesetzt. Nach 1956 studierte er an der Hochschule für bildende Künste Hamburg und kurzzeitig auch an der Akademie der Bildenden Künste München. In den 1960er Jahren betrieb er wie sein Vater einen Tabakgroßhandel in seinem Heimatort Munster.
Seine Gemälde wurden zu Lebzeiten nicht nur in seiner Heimat, sondern u. a. auch in Worpswede, Bremen, Tewel und Soltau ausgestellt. Große Verbreitung fanden seine Bilder auch noch nach seinem Tod durch Grußkarten und Jahreskalender, die von 1983 bis 2011 im Verlag SKV-Edition in Lahr erschienen.
Neuhaus heiratete in erster Ehe, aus der sein einziger Sohn Marius hervorging († 2006), 1948 die Hamburgerin Helga Vock, doch die Ehe wurde 1955/1956 geschieden. In zweiter Ehe heiratete er 1962 die Dortmunderin Hannelore Borgmann, die sich etwa 1968 von ihm scheiden ließ. Schließlich heiratete er in dritter Ehe seine langjährige Geliebte, die aus der Nähe von Esbjerg stammende Dänin Henny Bjoern(† 2012), mit der er bis zu seinem Tod zusammen lebte. 
Neuhaus liegt auf dem Waldfriedhof in Munster (Örtze) begraben.

## Leistungen
Neuhaus gehört zu den bedeutendsten Heidemalern des 20. Jahrhunderts. Als Besonderheit gilt, dass er die Heide zu allen Jahreszeiten porträtierte. Er malte aber auch andere, insbesondere maritime Motive. Auch jütländische Dorfansichten sowie Brustbilder.